# Zapporthütte
Die Zapporthütte ist eine Schutzhütte der Sektion Rätia des Schweizer Alpen-Clubs (SAC). Sie wurde 1872 am Gletscherrand erbaut, liegt einige Kilometer vom Ursprung des Hinterrheins entfernt auf 2276 m ü. M.
Der Name Zapport bezeichnet eine Region im Kanton Graubünden. Den Namen führen das Zapporthorn, der Zapportgletscher und die Zapport-Alp. Die Hütte ist zu Fuss ab dem Dorf Hinterrhein bzw. ab dem Panzerschiessplatz Hinterrhein in 2,5 bis 3,5 Stunden zu erreichen. Der Bergweg ist markiert und erfordert Trittsicherheit, da er zum Teil über enge Passagen nahe dem Hinterrhein entlangführt und danach teilweise steil dem Gelände entlang angelegt ist.
Von der Zapporthütte aus gelangt man auf Hochtouren zum Rheinwaldhorn (3402 m ü. M.). Übergänge führen ins Tessin, zum Zervreilasee im Valsertal sowie zu zahlreichen anderen Bergen.
Die Hütte ist das ganze Jahr offen, bewirtet März/April und Juli bis Oktober; sonst auf Anfrage. Die Schiessplatz-Publikation ist wegen Schiessübungen der Schweizer Armee zwingend zu beachten.